# Élections législatives andorranes de 1989
Les élections législatives de 1989 en Andorre (en catalan : Eleccions al Consell General d'Andorra de 1989) se sont tenues le 10 décembre 1989 (premier tour) et le 17 décembre 1989 (second tour), afin de renouveler les 28 sièges du Conseil général.

## Système électoral
Chaque circonscription élit 4 conseillers généraux. Les limites des circonscriptions correspondent à celles des paroisses. Le suffrage est universel pour tous les citoyens de plus de 18 ans disposant de la nationalité andorrane. Les partis politiques n'ayant pas été légalisés jusqu'à la promulgation de la Constitution d'Andorre en 1993, les candidats se regroupent sous des sigles nommés groupes politiques (grups polítics). La presse a séparé les candidats en deux groupes : les continuistes (favorables au gouvernement sortant) et les opposants.

## Résultats
La participation est de 82,2 %. À la suite de ces élections Òscar Ribas Reig devient chef du gouvernement.